# Svalstjärtad smaragd
Svalstjärtad smaragd (Cynanthus canivetii) är en fågel i familjen kolibrier.

## Utseende och läte
Svalstjärtad smaragd är en liten kolibri med hos båda könen karakteristisk vana att vippa den kluvna stjärten upp och ner under ryttlande. Hanen är helt smaragdgrön, medan honan urskiljer sig från andra kolibrier genom kombinationen av liten storlek, ljus undersida, vita spetsar på yttre stjärtpennorna, kort och rak näbb, vitaktigt ögonbrynsstreck och en bred svart ögonmask. Lätet är ett torrt tjattrande, påminnande om rödkronad kungsfågel.

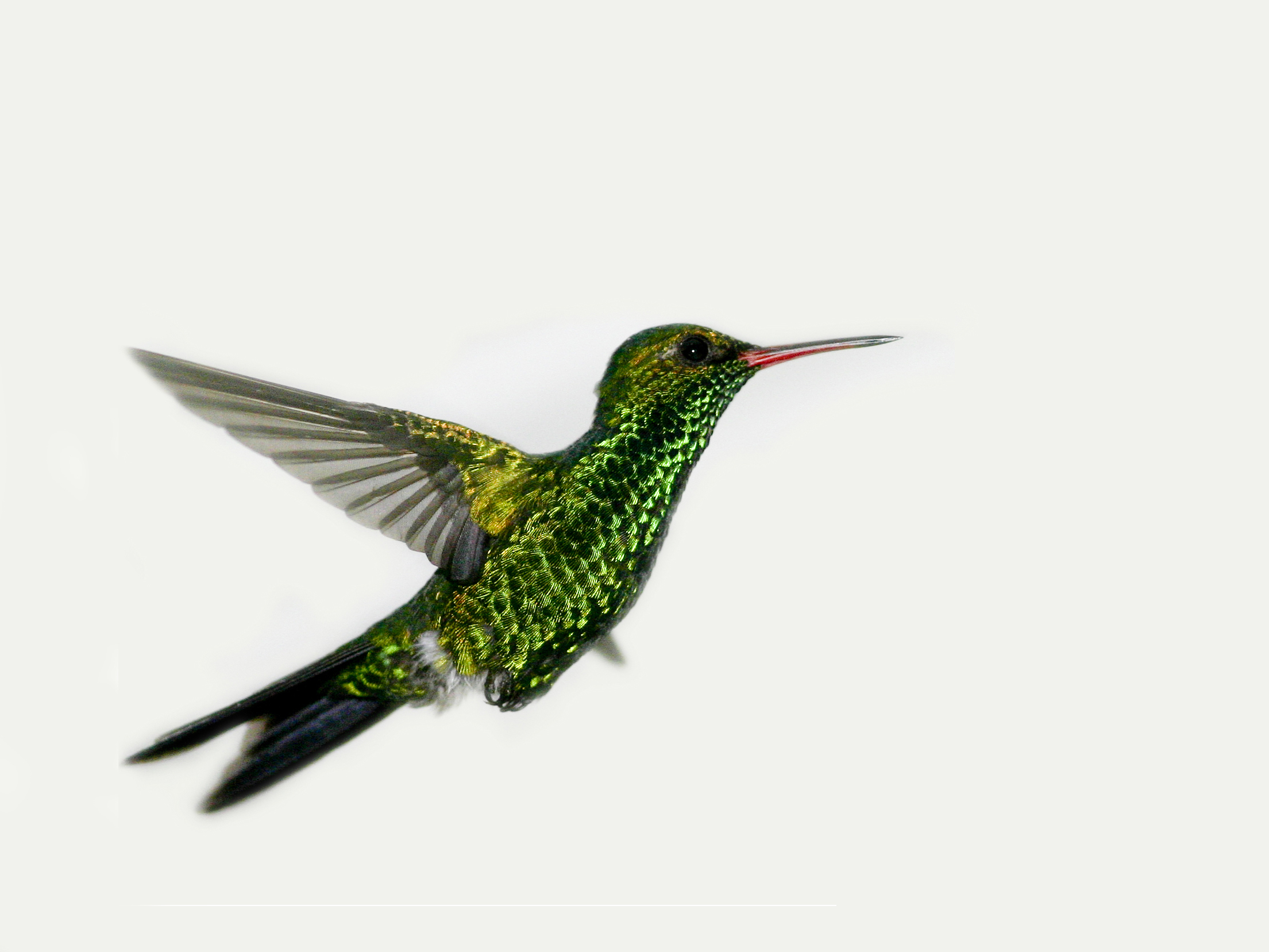
Hane.

## Utbredning och systematik
Svalstjärtad smaragd delas in i tre underarter med följande utbredning:
- Cynanthus canivetii canivetii - förekommer i sydöstra Mexiko (Tamaulipas) till Belize, norra Guatemala och Nicaragua
- salvini/osberti-gruppen
  - Cynanthus canivetii osberti - förekommer i sydöstra Mexiko (sydöstra Chiapas) till Honduras och Holbox
  - Cynanthus canivetii salvini - förekommer i höglandet i nordvästra Costa Rica

### Släktestillhörighet
Arten placeras traditionellt i släktet Chlorostilbon, men genetiska studier visar att den är nära släkt med arterna i Cynanthus och har därför flyttats dit.

## Levnadssätt
Svalstjärtad smaragd hittas i tropiskt lågland, ofta i rätt torra miljöer i skogsbryn och halvöppna områden. Den födosöker ganska lågt ner och kan därför vara svår att få syn på. Födan består av nektar och små insekter.

## Status och hot
Arten har ett stort utbredningsområde, men populationsutvecklingen är oklar. Internationella naturvårdsunionen IUCN listar arten som livskraftig (LC). Beståndet uppskattas till i storleksordningen 500 000 till fem miljoner vuxna individer.

## Namn
Fågelns vetenskapliga artnamn hedrar den franske taxidermisten Emmanuel Jacques Canivet (1796-1849).